# Белокудренник
Белоку́дренник (лат. Ballóta) — род многолетних травянистых растений семейства Яснотковые (Lamiaceae). Общее число видов — около тридцати; большей частью из Средиземноморья и Передней Азии.
Некоторые виды используются в фитотерапии (особенно это касается белокудренника чёрного), а также в декоративном садоводстве, где известны под названием Балло́та — транслитерацией латинского названия рода.

## Распространение
Большинство видов этого рода встречаются в Средиземноморье. Единственный вид, имеющий достаточно широкое распространение, — Белокудренник чёрный (Ballota nigra), который, в том числе, встречается и в европейской части России. Родина ещё одного вида — Южная Африка.

## Биологическое описание
Представители рода — многолетние травянистые растения. Стебель в поперечном сечении обычно квадратный, беловатый.

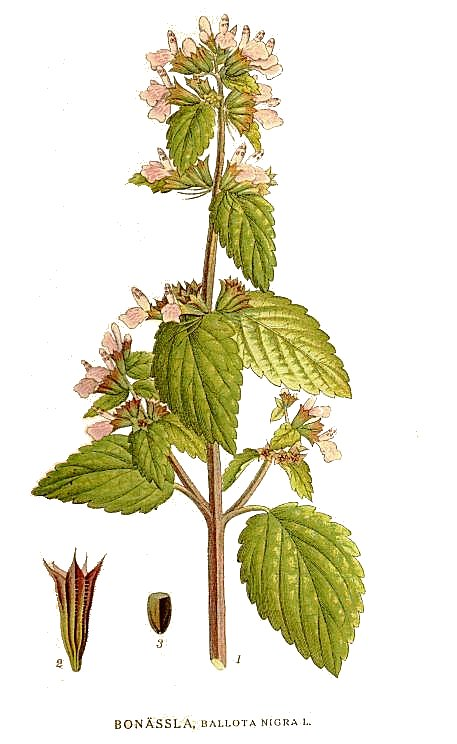
Белокудренник чёрный (Ballota nigra).

Листья обычно округлые, с тупыми зубчиками, нередко покрыты волосками; располагаются супротивно.
Цветки собраны в многоцветковые дихазии. Чашечка с пятью равными зубцами; венчик двугубый, при этом нижняя губа — трёхлопастная; внутри трубки венчика — волосистое кольцо. Тычинок четыре, они собраны под верхней губой, при этом передние тычинки длиннее задних. Плод — закруглённый на верхушке орешек.

## Использование
В фитотерапии используется в первую очередь белокудренник чёрный (Ballota nigra). Трава обладает седативным действием, применяется при депрессии, бессоннице; противопоказана при гипотонии и беременности.
Белокудренник чёрный, а также Белокудренник блюдцевидный и Белокудренник ложноясенцовый культивируют как декоративные садовые растения.

## Культивирование
Растения предпочитают сухие солнечные места, очень хорошо дренированную почву. Большининство видов морозостойко. Вечнозелёные виды перед началом периода роста допустимо стричь для придания нужно формы. Размножение — семенами, черенками или делением корневища.

## Классификация

### Таксономическое положение
Род Белокудренник (Ballota), как и ещё более пятидесяти родов, относится к подсемейству Яснотковые (Lamioideae) семейства Яснотковые (Lamiaceae). Род, наиболее к нему близкий, — Marrubium (Шандра); к этому роду ранее относили несколько видов, сейчас включаемых в род Белокудренник.
|  |                                                                              |                         |                         |                         |                                                                                                 |                         |                         |                        | |                        |                        |                        | |                        |                        |  | |  |  |  |
|  | отдел Цветковые, или Покрытосеменные (классификация согласно Системе APG II) |                         |                         |                         |                                                                                                 |                         |                         |                        | |                        |                        |                        | |                        |                        |  | |  |  |  |
|  |                                                                              |                         |                         |                         |                                                                                                 |                         |                         |                        | |                        |                        |                        | |                        |                        |  | |  |  |  |
|  | порядок Ясноткоцветные                                                       | порядок Ясноткоцветные  | порядок Ясноткоцветные  | порядок Ясноткоцветные  | порядок Ясноткоцветные                                                                          | порядок Ясноткоцветные  | порядок Ясноткоцветные  | порядок Ясноткоцветные | порядок Ясноткоцветные | порядок Ясноткоцветные | порядок Ясноткоцветные | порядок Ясноткоцветные | порядок Ясноткоцветные | порядок Ясноткоцветные | порядок Ясноткоцветные |  | ещё 44 порядка цветковых растений, из которых к ясноткоцветным наиболее близки Гарриецветные, Горечавкоцветные и Паслёноцветные |  |  |  |
|  |                                                                              |                         |                         |                         |                                                                                                 |                         |                         |                        | |                        |                        |                        | |                        |                        |  | ещё 44 порядка цветковых растений, из которых к ясноткоцветным наиболее близки Гарриецветные, Горечавкоцветные и Паслёноцветные |  |  |  |
|  | семейство Яснотковые                                                         | семейство Яснотковые    | семейство Яснотковые    | семейство Яснотковые    | семейство Яснотковые                                                                            | семейство Яснотковые    | семейство Яснотковые    | семейство Яснотковые   | семейство Яснотковые | семейство Яснотковые   | семейство Яснотковые   |                        | ещё 20 семейств, в том числе Акантовые, Бигнониевые, Вербеновые, Геснериевые, Заразиховые, Кунжутовые, Маслиновые, Норичниковые, Подорожниковые |                        |                        |  | ещё 44 порядка цветковых растений, из которых к ясноткоцветным наиболее близки Гарриецветные, Горечавкоцветные и Паслёноцветные |  |  |  |
|  |                                                                              |                         |                         |                         |                                                                                                 |                         |                         |                        | |                        |                        |                        | ещё 20 семейств, в том числе Акантовые, Бигнониевые, Вербеновые, Геснериевые, Заразиховые, Кунжутовые, Маслиновые, Норичниковые, Подорожниковые |                        |                        |  | ещё 44 порядка цветковых растений, из которых к ясноткоцветным наиболее близки Гарриецветные, Горечавкоцветные и Паслёноцветные |  |  |  |
|  | подсемейство Яснотковые                                                      | подсемейство Яснотковые | подсемейство Яснотковые | подсемейство Яснотковые | подсемейство Яснотковые                                                                         | подсемейство Яснотковые | подсемейство Яснотковые |                        | ещё восемь подсемейств, в том числе Котовниковые (роды Базилик, Лаванда, Мелисса, Мята, Розмарин, Черноголовка, Шалфей и др.), Живучковые (Живучка и др.), Погостемоновые (Погостемон и др.) |                        |                        |                        | ещё 20 семейств, в том числе Акантовые, Бигнониевые, Вербеновые, Геснериевые, Заразиховые, Кунжутовые, Маслиновые, Норичниковые, Подорожниковые |                        |                        |  | ещё 44 порядка цветковых растений, из которых к ясноткоцветным наиболее близки Гарриецветные, Горечавкоцветные и Паслёноцветные |  |  |  |
|  |                                                                              |                         |                         |                         |                                                                                                 |                         |                         |                        | ещё восемь подсемейств, в том числе Котовниковые (роды Базилик, Лаванда, Мелисса, Мята, Розмарин, Черноголовка, Шалфей и др.), Живучковые (Живучка и др.), Погостемоновые (Погостемон и др.) |                        |                        |                        | ещё 20 семейств, в том числе Акантовые, Бигнониевые, Вербеновые, Геснериевые, Заразиховые, Кунжутовые, Маслиновые, Норичниковые, Подорожниковые |                        |                        |  | ещё 44 порядка цветковых растений, из которых к ясноткоцветным наиболее близки Гарриецветные, Горечавкоцветные и Паслёноцветные |  |  |  |
|  | род Белокудренник                                                            | род Белокудренник       | род Белокудренник       |                         | ещё более 50 родов, в том числе Зайцегуб, Кадило, Пикульник, Пустырник, Чистец, Шандра, Яснотка |                         |                         |                        | ещё восемь подсемейств, в том числе Котовниковые (роды Базилик, Лаванда, Мелисса, Мята, Розмарин, Черноголовка, Шалфей и др.), Живучковые (Живучка и др.), Погостемоновые (Погостемон и др.) |                        |                        |                        | ещё 20 семейств, в том числе Акантовые, Бигнониевые, Вербеновые, Геснериевые, Заразиховые, Кунжутовые, Маслиновые, Норичниковые, Подорожниковые |                        |                        |  | ещё 44 порядка цветковых растений, из которых к ясноткоцветным наиболее близки Гарриецветные, Горечавкоцветные и Паслёноцветные |  |  |  |
|  |                                                                              |                         |                         |                         | ещё более 50 родов, в том числе Зайцегуб, Кадило, Пикульник, Пустырник, Чистец, Шандра, Яснотка |                         |                         |                        | ещё восемь подсемейств, в том числе Котовниковые (роды Базилик, Лаванда, Мелисса, Мята, Розмарин, Черноголовка, Шалфей и др.), Живучковые (Живучка и др.), Погостемоновые (Погостемон и др.) |                        |                        |                        | ещё 20 семейств, в том числе Акантовые, Бигнониевые, Вербеновые, Геснериевые, Заразиховые, Кунжутовые, Маслиновые, Норичниковые, Подорожниковые |                        |                        |  | ещё 44 порядка цветковых растений, из которых к ясноткоцветным наиболее близки Гарриецветные, Горечавкоцветные и Паслёноцветные |  |  |  |
|  | около 30 видов, в том числе Белокудренник чёрный                             |                         |                         |                         | ещё более 50 родов, в том числе Зайцегуб, Кадило, Пикульник, Пустырник, Чистец, Шандра, Яснотка |                         |                         |                        | ещё восемь подсемейств, в том числе Котовниковые (роды Базилик, Лаванда, Мелисса, Мята, Розмарин, Черноголовка, Шалфей и др.), Живучковые (Живучка и др.), Погостемоновые (Погостемон и др.) |                        |                        |                        | ещё 20 семейств, в том числе Акантовые, Бигнониевые, Вербеновые, Геснериевые, Заразиховые, Кунжутовые, Маслиновые, Норичниковые, Подорожниковые |                        |                        |  | ещё 44 порядка цветковых растений, из которых к ясноткоцветным наиболее близки Гарриецветные, Горечавкоцветные и Паслёноцветные |  |  |  |
|  |                                                                              |                         |                         |                         | ещё более 50 родов, в том числе Зайцегуб, Кадило, Пикульник, Пустырник, Чистец, Шандра, Яснотка |                         |                         |                        | ещё восемь подсемейств, в том числе Котовниковые (роды Базилик, Лаванда, Мелисса, Мята, Розмарин, Черноголовка, Шалфей и др.), Живучковые (Живучка и др.), Погостемоновые (Погостемон и др.) |                        |                        |                        | ещё 20 семейств, в том числе Акантовые, Бигнониевые, Вербеновые, Геснериевые, Заразиховые, Кунжутовые, Маслиновые, Норичниковые, Подорожниковые |                        |                        |  | ещё 44 порядка цветковых растений, из которых к ясноткоцветным наиболее близки Гарриецветные, Горечавкоцветные и Паслёноцветные |  |  |  |
|  |                                                                              |                         |                         |                         |                                                                                                 |                         |                         |                        | ещё восемь подсемейств, в том числе Котовниковые (роды Базилик, Лаванда, Мелисса, Мята, Розмарин, Черноголовка, Шалфей и др.), Живучковые (Живучка и др.), Погостемоновые (Погостемон и др.) |                        |                        |                        | ещё 20 семейств, в том числе Акантовые, Бигнониевые, Вербеновые, Геснериевые, Заразиховые, Кунжутовые, Маслиновые, Норичниковые, Подорожниковые |                        |                        |  | ещё 44 порядка цветковых растений, из которых к ясноткоцветным наиболее близки Гарриецветные, Горечавкоцветные и Паслёноцветные |  |  |  |
|  |                                                                              |                         |                         |                         |                                                                                                 |                         |                         |                        | |                        |                        |                        | ещё 20 семейств, в том числе Акантовые, Бигнониевые, Вербеновые, Геснериевые, Заразиховые, Кунжутовые, Маслиновые, Норичниковые, Подорожниковые |                        |                        |  | ещё 44 порядка цветковых растений, из которых к ясноткоцветным наиболее близки Гарриецветные, Горечавкоцветные и Паслёноцветные |  |  |  |
|  |                                                                              |                         |                         |                         |                                                                                                 |                         |                         |                        | |                        |                        |                        | |                        |                        |  | ещё 44 порядка цветковых растений, из которых к ясноткоцветным наиболее близки Гарриецветные, Горечавкоцветные и Паслёноцветные |  |  |  |
|  |                                                                              |                         |                         |                         |                                                                                                 |                         |                         |                        | |                        |                        |                        | |                        |                        |  | |  |  |  |
|  |                                                                              |                         |                         |                         |                                                                                                 |                         |                         |                        | |                        |                        |                        | |                        |                        |  | |  |  |  |

## Виды
По информации базы данных The Plant List (2013), род включает 30 видов:
- Ballota acetabulosa (L.) Benth. — Белокудренник блюдцевидный. Растение высотой до 60 см из Греции и Турции[3].
- Ballota adenophora Hedge
- Ballota africana (L.) Benth. — Белокудренник африканский. Единственный вид белокудренника, родина которого — Южная Африка[1].
- Ballota andreuzziana Pamp.
- Ballota antilibanotica Post
- Ballota aucheri Boiss.
- Ballota bullata Pomel
- Ballota byblensis Semaan & R.M.Haber
- Ballota cristata P.H.Davis
- Ballota damascena Boiss.
- Ballota deserti (Noë) Jury, Rejdali & A.J.K.Griffiths
- Ballota glandulosissima Hub.-Mor. & Patzak
- Ballota grisea Pojark.
- Ballota hirsuta Benth.. Вид, широко распространённый в Северной Африке и Южной Европе[1].
- Ballota hispanica (L.) Benth.
- Ballota inaequidens Hub.-Mor. & Patzak
- Ballota kaiseri Täckh.
- Ballota larendana Boiss. & Heldr.
- Ballota latibracteolata P.H.Davis & Doroszenko
- Ballota luteola Velen.
- Ballota macedonica Vandas
- Ballota macrodonta Boiss. & Balansa
- Ballota nigra L. typus[7] — Белокудренник чёрный. [syn.  Ballota ruderalis Sw.] Наиболее известный и широко распространённый вид белокудренника. Ареал охватывает Северную Африку, почти всю Европу, Переднюю Азию и Иран[5]. Стебель прямостоячий; растение достигает высоты более одного метра. Чаще всего встречается на лесных опушках, в зарослях кустарников и в других местах с достаточным освещением. венчик красновато-фиолетовый, иногда белый.
  - Ballota nigra subsp. nigra
  - Ballota nigra subsp. foetida Hayek — Белокудренник вонючий. [syn.  Ballota borealis Schweigg., 1830] Балканский подвид. Отличается округлояйцевидными зубцами чашечки (у типового подвида зубцы чашечки ланцетные или треугольные)[5].
- Ballota philistaea Bornm.
- Ballota platyloma Rech.f.
- Ballota pseudodictamnus (L.) Benth. — Белокудренник ложноясенцовый. Вид из Турции, Греции и Ливии. Растение похоже на Ballota acetabulosa (Белокудренник блюдцевидный), но более миниатюрное[3].
- Ballota rotundifolia K.Koch
- Ballota saxatilis Sieber ex C.Presl
- Ballota sechmenii Gemici & Leblebici
- Ballota undulata (Sieber ex Fresen.) Benth.

Ещё несколько видовых названий этого рода имеет в The Plant List (2013) статус unresolved name, то есть относительно этих названий нельзя однозначно сказать, следует ли их использовать как названия самостоятельных видов — либо их следует свести в синонимику других таксонов.
Вид Ballota frutescens (L.) Woods, который ранее входил в состав рода, сейчас включён в род Acanthoprasium и его правильным названием считается Acanthoprasium frutescens (L.) Spenn.
|                                                                        |  |  |
| Слева направо: Ballota hirsuta, Ballota saxatilis, Ballota acetabulosa |  |  |